# Trnava (Chorvatsko)
Trnava je vesnice a správní středisko stejnojmenné opčiny v Chorvatsku v Osijecko-baranjské župě. Nachází se na úpatí pohoří Dilj, asi 15 km jihozápadně od Đakova, 27 km severovýchodně od Slavonského Brodu a asi 51 km jihozápadně od Osijeku. V roce 2011 žilo v Trnavě 630 obyvatel, v celé opčině pak 1 300 obyvatel.
Součástí opčiny je celkem šest trvale obydlených vesnic.
- Dragotin – 254 obyvatel
- Hrkanovci Đakovački – 136 obyvatel
- Kondrić – 230 obyvatel
- Lapovci – 280 obyvatel
- Svetoblažje – 70 obyvatel
- Trnava – 630 obyvatel

Opčinou prochází státní silnice D38 (pouze vesnicí Kondrić) a župní silnice Ž4129, Ž4163, Ž4189 a Ž4192.